# Pontos de Cultura

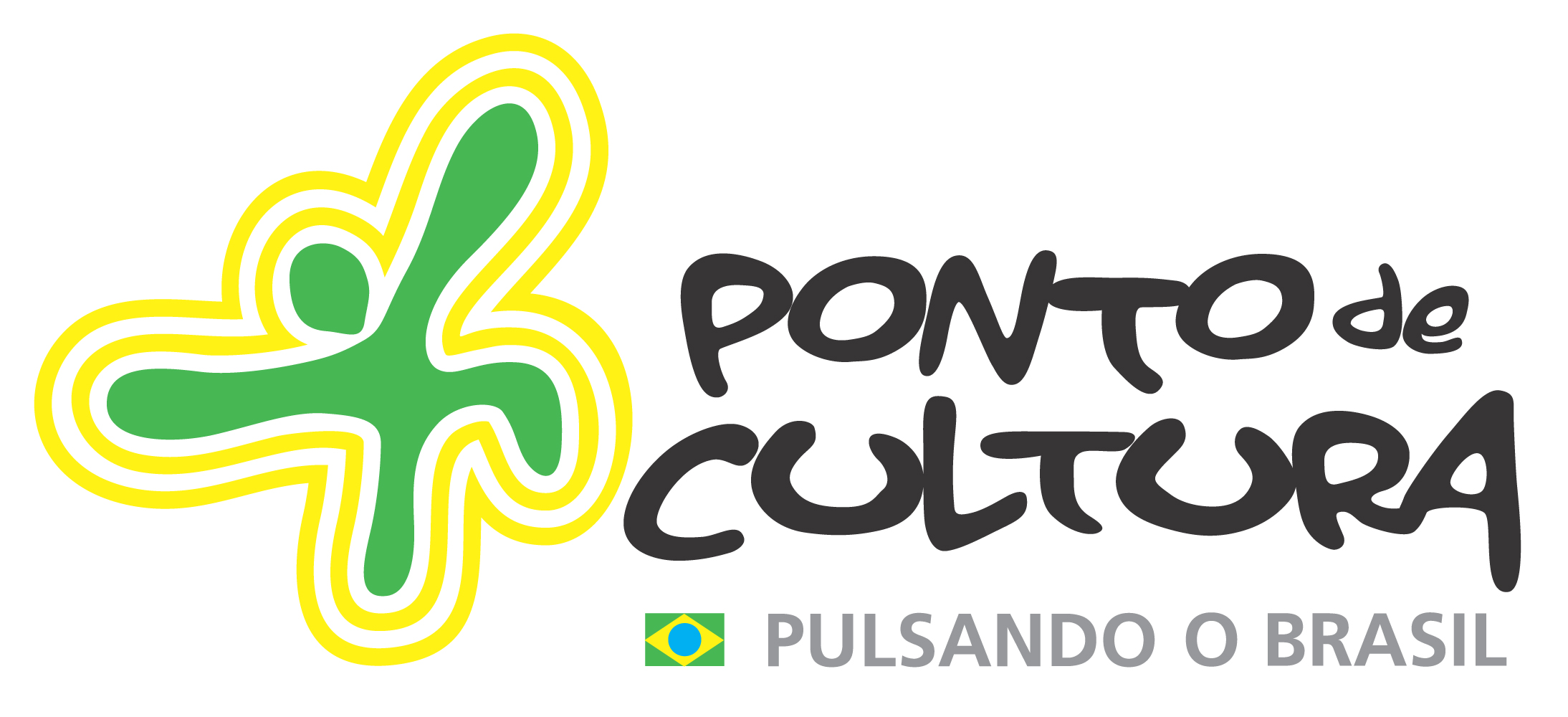
Logotipo dos Pontos de Cultura

Pontos de Cultura são projetos financiados e apoiados institucionalmente pelo Ministério da Cultura do Brasil (MinC) e implementados por entidades governamentais ou não governamentais. Visam à realização de ações de impacto sociocultural nas comunidades. O Ponto de Cultura é a ação prioritária e o elemento de articulação entre as demais atividades do Programa Cultura Viva do MinC.
Em abril de 2010, havia 2,5 mil Pontos de Cultura instalados em 1 122 cidades brasileiras, atuando em redes sociais, estéticas e políticas. Um aspecto comum a todos é a diversidade cultural e a gestão compartilhada entre poder público e comunidade.

## Características e funcionamento
Pontos de Cultura podem ser instalados em uma casa ou em um grande centro cultural. A partir desse ponto, desencadeia-se um processo orgânico, agregando novos agentes e parceiros e identificando novos pontos de apoio; a escola mais próxima, o salão da igreja, a sede da sociedade amigos do bairro, grupos de praticantes de capoeira ou mesmo a garagem de algum voluntário.
Firmado o convênio com o MinC, cada Ponto de Cultura recebe a quantia de 185 mil reais em cinco parcelas semestrais para investir conforme o projeto apresentado. Parte do incentivo recebido na primeira parcela (no valor mínimo de 20 mil reais, para aquisição de equipamento multimídia (usando software livre oferecido pela coordenação), composto por microcomputador, miniestúdio de gravação de CDs, câmera digital, ilha de edição e o que mais for importante para o Ponto de Cultura.

## Pontões de Cultura
Existem também os Pontões de Cultura, que são destinados à gestão e apoio aos Pontos de Cultura de uma região. Há, também, tipos específicos de Pontões de Cultura, tais como pontões de cultura digital, que, dentre outras atividades, disseminam o uso e desenvolvimento de software livre, para a produção cultural em mídia livre.

## Internacionalização
A partir da assimilação da proposta do Cultura Viva (do qual a política de Pontos faz parte) pela sociedade civil e governos de diferentes países da América Latina, em especial através da Plataforma Puente, foi realizado, em La Paz, na Bolívia, em 2013, o Congreso Latinoamericano de Cultura Viva y Comunitaria, que reuniu centenas de Pontos de Cultura de toda a região.[carece de fontes?]